# Emil Jellinek

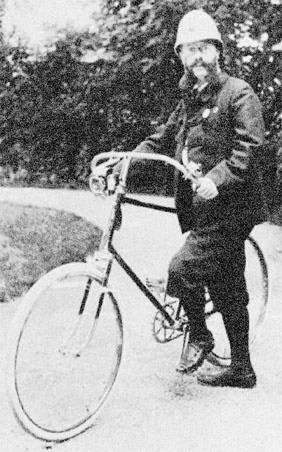
Emil Jellinek

Emil Jellinek (later Emil Jellinek-Mercedes) (6 april 1853 in Leipzig – 21 januari 1918 in Genève) was een Oostenrijks-Hongaarse consul en internationaal zakenman. Hij is vooral bekend geworden als bedenker van de merknaam Mercedes voor personenauto's van het merk Daimler.

## Jeugd en begin van loopbaan
Emil kwam voort uit een familie van intellectuelen. Zowel zijn moeder, Rosalie Bettelheim (1832-1892), als zijn vader Adolf Jellinek, waren rabbijn. Zijn oom George Jellinek was hoogleraar internationaal recht in Heidelberg, zijn andere oom Max Jellinek doceerde filologie en een derde oom Moritz Jellinek was econoom en richtte de trammaatschappij van Boedapest op.
Jellinek was geen enthousiaste schoolbezoeker en zijn ouders bezorgden hem met 17 jaar een baantje bij een treinmaatschappij. Na zijn ontslag wegens het heimelijk organiseren van treinraces, kwam hij twee jaar later via vaderlijke connecties in Tanger op een diplomatieke post terecht bij de Oostenrijks-Hongaarse consul.
In Tétouan leerde hij Rachel Goggmann Cenrobert kennen en met haar vader begon hij een handel in Algerijnse tabak. Daarnaast kwam hij in dienst bij een Franse verzekeringsmaatschappij voor wie hij in Wenen een filiaal opende. Jellinek trouwde in Oran met Rachel en kreeg twee zonen. In 1884 verhuisde hij met gezin naar Oostenrijk en ging in Wenen voor de verzekeringsmaatschappij werken. In 1889 werd daar Mercedes Adrienne Ramona Manuela geboren, roepnaam Mercedes.

## Autohandel
De zaken gingen goed en de familie verruilde de koude Weense winters voor het zachte klimaat in Nice, waar Jellinek zijn zakelijke netwerk uitbouwde. Hij raakte gefascineerd door de automobile en begon ze te verkopen. Toen Jellinek in 1896 een advertentie van de Duitse autobouwer Daimler zag reisde hij naar de fabriek in Cannstatt bij Stuttgart en bestelde voor zichzelf een Daimler Phoenix. Deze wagen haalde met de nieuwe 4-cilinder motor van top-ingenieur Maybach een snelheid van 24 km per uur. Jellinek was tevreden en ging naast Franse auto's verkopen. Daarnaast wilde hij ook Daimlers importeren en verkopen. Dat stuitte op het probleem, dat Peugeot dat reeds deed.
In 1899 reed een team van Jellinek mee in de races van Nice onder de naam van zijn dochter, Mercedes. Alle races werden gewonnen met de nieuwe Daimler Phoenix en de naam Mercedes werd gevestigd. Jellinek verkocht dubbel zoveel auto's en durfde het in 1900 aan om bij DMG een nieuwe auto te laten ontwikkelen waarvan hij 36 exemplaren zou afnemen voor het onvoorstelbare bedrag van 550.000 Mark, op voorwaarde dat deze auto's Mercedes zouden heten. In 1901 won het Mercedes-team met de nieuwe wagen weer alle races met een snelheidsrecord van 60 km/u en de verkoop ging met sprongen omhoog. In 1902 besloot de revolutionaire autobouwer de naam Mercedes over te nemen. Jellinek kreeg de verkooplicenties voor Frankrijk, Oostenrijk, Hongarije, België en de Verenigde Staten om vanaf 1903 Daimlers onder de naam Mercedes te verhandelen. Dit loste hierdoor het importprobleem met Peugeot voor Frankrijk op. Zelf wijzigde Jellinek in 1903 zijn achternaam in Jellinek-Mercedes.

## Latere jaren
In de jaren die volgden verflauwde de aandacht en in 1907 stopte Jellinek met zijn bemoeienissen in de autobouw en -verkoop. Zijn diplomatieke carrière vervolgde hij in respectievelijk Nice, Mexico en Monaco. Toen de Eerste Wereldoorlog naderde werd Jellinek van spionage verdacht. Hij moest vluchten naar Oostenrijk. Daar liep hij tegen hetzelfde aan, zijn Franse vrouw was nu verdacht en men ging naar Zwitserland. Zijn bezittingen werden in beslag genomen en niet veel later stierf Jellinek.
- Gemeinsame Normdatei: 118711970
- International Standard Name Identifier: 0000 0000 1350 3943
- Système universitaire de documentation: 166708704
- Virtual International Authority File: 20475199
- WorldCat: E39PBJcWwMq4j3QJBjxYwjdbBP